# 多米村
多米村（ためむら）は、愛知県八名郡にかつて存在した村。
現在の豊橋市の一部（多米町など）に該当する。

## 歴史
- 1892年（明治25年）12月23日 - 美米村から分立し発足。
- 1906年（明治39年）7月1日 - 三輪村、玉川村、嵩山村、西郷村が合併し、石巻村が発足。同日多米村は廃止。
- 1932年（昭和7年）9月1日 - 石巻村の一部（多米）が豊橋市に編入される。